# Norbury (Shropshire)
Norbury – wieś i civil parish w Anglii, w hrabstwie Shropshire. W 2011 civil parish liczyła 136 mieszkańców.